# Mette Ejsing
Mette Ejsing (geboren 1954 in Silkeborg) ist eine dänische Opernsängerin der Stimmlage Mezzosopran.

## Leben und Werk
Sie studierte an der Fünen-Musikakademie und arbeitete zunächst einige Jahre als Musikpädagogin. Sie entschloss sich dann aber doch zur Ausbildung ihrer Stimme und wurde  an die Det Kongelige Danske Musikkonservatorium aufgenommen, wo Ingrid Bjoner und Ulrik Cold zu ihren Lehrern zählten. 1991 debütierte sie als Liedersängerin. Noch im selben Jahr wurde sie an die Württembergische Staatsoper in Stuttgart verpflichtet, der sie bis 1995 angehörte. Sie konnte sich dort ein breites Repertoire aufbauen und zugleich wurde ihrer Gastspieltätigkeit kein Stein in den Weg gelegt. 1992 sang sie am Theater St. Gallen die alte Gräfin in Tschaikowskys Pique Dame, 1993 am Staatstheater Karlsruhe die Erda im Rheingold und 1994 an der Jütländischen Oper in Aarhus Schwertleite und Erda im Ring des Nibelungen. 1994 und 1995 übernahm sie bei den Bayreuther Festspielen die Schwertleite in der Walküre und die Stimme aus der Höhe im Parsifal. 1995 wurde sie Ensemblemitglied der Staatsoper Unter den Linden in Berlin, an welcher sie zuvor gastiert hatte. Zu ihren Berliner Rollen zählten die Dritte Dame in der Zauberflöte, die Isaura in Rossinis Tancredi, die Marys im Fliegenden Holländer und die Erda im Ring des Nibelungen sowie die Annina im Rosenkavalier. 1995 und 1996 folgten die Einladungen von Wiener Staatsoper und Mailänder Scala, dort die Erda in Rheingold und Siegfried zu übernehmen. In dieser Rolle in beiden Opern kehrte sie auch 2000 und 2001 nach Bayreuth zurück, sang dort aber zusätzlich auch die Erste Norn in der Götterdämmerung. Verschiedene Rollen im Ring sang sie bis 2010 in Toronto, Stockholm, Kopenhagen, Esbjerg, Lyon und Bari, als Mary war sie in Triest und Aarhus zu sehen und zu hören. Zu den späten Rollen zählten drei, die Klytemnästra in der Elektra (an der Scala, in Berlin und Venedig), die Großmutter Buryja in Jenůfa (an der Scala und in Madrid) sowie zuletzt 2012 die alte Nonne in Hindemiths Sancta Susanna in Ravenna, dirigiert von Riccardo Muti, inszeniert von seiner Tochter Chiara Muti.
Auch als Konzert- und Liedersängerin kann die Künstlerin auf einige Erfolge zurückblicken. 1993 gab sie mehrere Konzerte mit dem San Francisco Symphony Orchestra in den Vereinigten Staaten, 1995 einen Liederabend in Berlin. Aufgezeichnet wurden die Erda im Stuttgarter Ring (März 1999 Naxos) und eine Kantate nach Edgar Allan Poe (1990).